# أحمد أراس
أحمد أراس (بالتركية: Ahmet Aras) (13 ديسمبر 1987 بماردين في تركيا - ) هو لاعب كرة قدم تركي في مركز الهجوم. لعب مع أنطاليا سبور وإسطنبول سبور وبوجاسبور وسيفاسبور وشانلي أورفا سبور وفتحية سبور ومانيساسبور وبينديك سبور وİzmirspor ‏ وÜsküdar Anadolu S.K. ‏ وİnegölspor ‏ وKaracabey Belediyespor ‏ وAnkara Demirspor ‏ وÜsküdar Anadolu S.K. ‏ وMuğlaspor ‏.

## روابط خارجية
- أحمد أراس على موقع اتحاد تركيا (لاعب) (الإنجليزية)
- أحمد أراس على موقع قاعدة بيانات كرة القدم.إي يو (الإنجليزية)
- أحمد أراس على موقع Soccerway.com (الإنجليزية)
- أحمد أراس على موقع عالم كرة القدم.نت (الإنجليزية)